# Турач (рід)
Тура́ч (Francolinus) — рід куроподібних птахів родини фазанових (Phasianidae). Представники цього роду мешкають в Азії.

## Види
Виділяють три види:
- Турач китайський (Francolinus pintadeanus)
- Турач туркменський (Francolinus francolinus)
- Турач індійський (Francolinus pictus)

За результами молекулярно-філогенетичного дослідження, яке показало поліфілітичність роду Francolinus, низку видів, яких раніше відносили до цього роду, було переведено до родів Pternistis, Peliperdix, Scleroptila, Dendroperdix і Ptilopachus.